# Araschnia burejana
Araschnia burejana là một loài bướm trong họ Nymphalidae. Loài này có ở Tây Tạng, Trung Quốc, khu vực Amur và Ussuri của Nga, bán đảo Triều Tiên và Nhật Bản.
Nó hiện diện trong rừng hỗn hợp lên đến 1.300 mét. Con trưởng thành bay từ tháng 5-6 và tháng 7-tháng 8 trong hai thế hệ mỗi năm.
Thức ăn chăn nuôi ấu trùng các loài Urtica.

## Phân loài
- Araschnia burejana burejana
- Araschnia burejana chinensis Oberthür

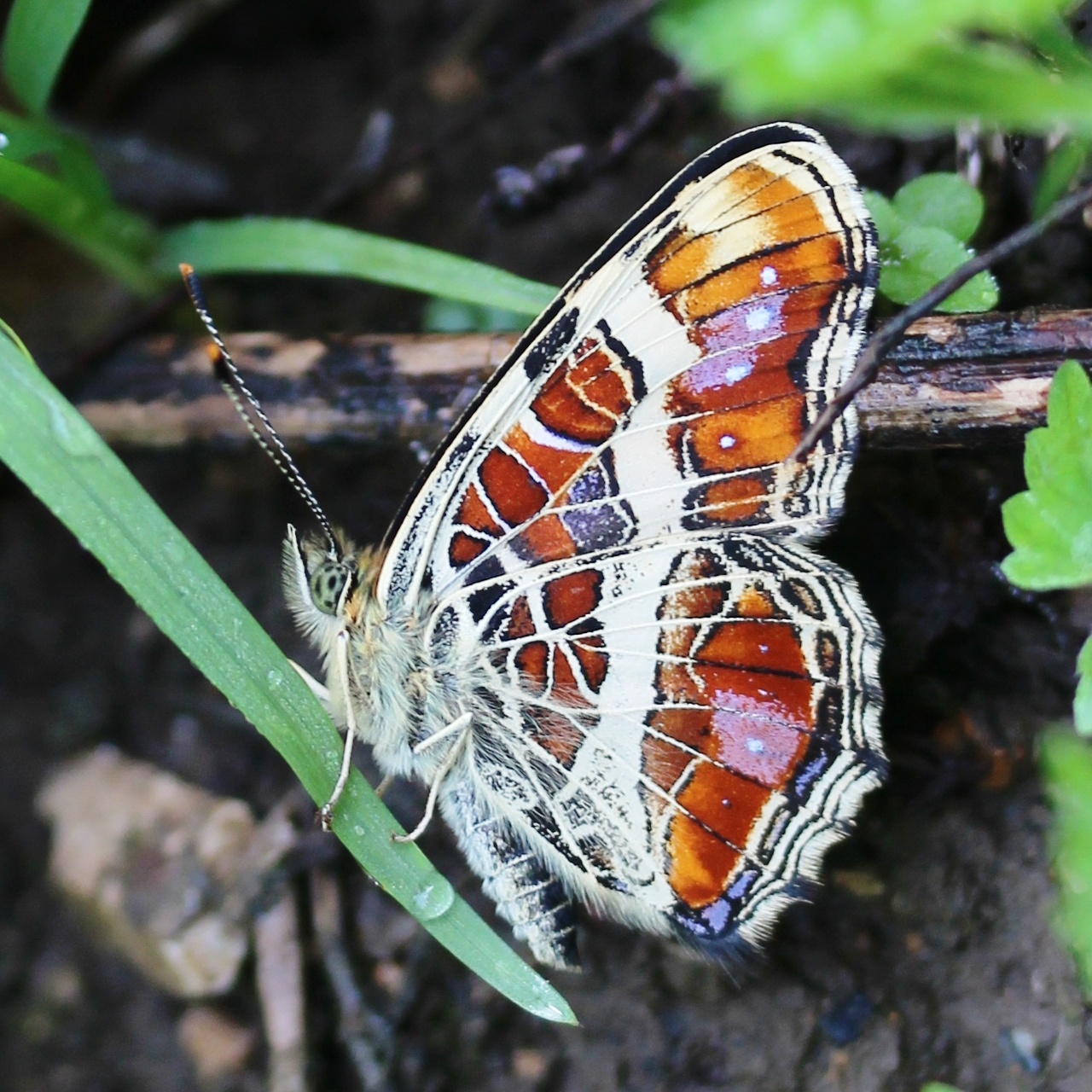
Araschnia burejana strigosa

- Araschnia burejana leechi Oberthür
- Araschnia burejana strigosa